# Droga krajowa B178 (Niemcy)
Droga krajowa 178 (niem. Bundesstraße 178, B 178) – niemiecka droga krajowa przebiegająca  z zachodu na południe od skrzyżowania z drogą B6 na obwodnicy Löbau do skrzyżowania z drogą B99 w Żytawie w Saksonii.
Droga krajowa B 178n to nazwa robocza planowanej drogi, mająca na celu polepszenie połączenia regionu z europejską siecią autostradową. W tym celu planowane jest przedłużenie biegu drogi na północ od Löbau do autostrady A4, wykonanie obwodnic miejscowości oraz połączenie drogi z polskimi i czeskimi drogami w okolicy Żytawy.
Połączenie sieci drogowych Niemiec i Czech przebiega na odcinku ok. 3 km przez terytorium Polski. Finansowanie tego odcinka na mocy trójstronnego porozumienia z dnia 5 kwietnia 2004 pokryły wspólnie rządy Niemiec i Czech. W związku z przystąpieniem do układu z Schengen zrezygnowano z budowy infrastruktury przejść granicznych D-PL i PL-CZ. Most na Nysie zbudowała strona polska.